# 董成龍
董成龍（16世紀—17世紀），字希翔，號雲泉，浙江杭州府海寧縣人，明朝政治人物。

## 生平
董成龍本名董成能，考試獲高等時冊名誤植為「成龍」，唱名期間沒有應答，閱文才知道其本名，學使因此對他說：「你現在成龍了。」即時更名，萬曆元年（1573年）中癸酉科浙江鄉試第八十八名舉人，曾任浙江太平縣教諭，二十年（1592年）會試中副榜，授什邡知縣，考最陞太原同知。三十七年（1609年）改任柳州知府，當時柳州殘破，民不聊生，他到任後目擊時艱，嘆道：「不能改善柳州的瘡痍，是知府的職責，將來何以面對天子？」於是竭力撫綏、清操自勵，親自撰寫文書，不靠胥役，當旱災時又步行祈禱，大雨立刻降下，柳州人將他比擬為柳宗元，最終因勞成疾去世，士人為他建祠祭祀，巡撫府邸內尚存其射圃亭。

## 引用
1. 1 2  民國《海寧州志稿·卷二十八·人物志》：董成龍，字希翔，庠名成能，試高等冊誤成龍，唱名不應，閱文乃知之，學使曰：「汝今成龍矣。」即與更名，萬厯癸酉舉人，壬辰會副，授什邡令，考最遷太原同知，擢柳州知府，敎養兼行，柳人以比柳，柳州祀之名宦，今射圃亭中憲第尚存。 金志
2. ↑  嘉慶《（浙江）太平縣志》·卷九·職官志：教諭……董成龍，字雲泉，海寧人
3. ↑  民國《杭州府志·卷一百三十四·人物四》：董成龍，字希翔，海甯人，萬厯元年舉人，授四川什邡縣，擢知廣西柳州府，敎養兼行，柳人以比柳宗元，崇祀名宦祠。 海甯縣志
4. ↑  乾隆《柳州府志·卷二十四·名宦》：董成龍，號雲泉，浙江海寧人，由鄉貢歷官郡司馬，以萬厯己酉冬來守柳州，時柳俗凋敝、法網日密，民不聊生，公下車目擊時艱，輙嘆曰：「此不能起吾柳之瘡痍者，太守責也，將何以對天子哉？」乃竭蹶撫綏、清操自勵，手定爰書不假胥役，吏治為之一變，當旱步禱甘霖立沛，終以勞瘁遘疾不起，士民建祠於柳祠之旁，共相俎豆焉。